# Tomás Guiacobini
Tomás Guiacobini, talvolta riportato Tomás Giacobini (Bragado, 19 maggio 2004), è un calciatore argentino, centrocampista del Sarmiento (J).

## Carriera
Guiacobini è cresciuto nel settore giovanile del Sarmiento (J), con cui ha firmato il primo contratto professionistico il 16 settembre 2023. Il 14 aprile 2024 ha debuttato in prima squadra nell'incontro di Copa de la Liga Profesional perso 1-0 contro il Platense.

## Statistiche

### Presenze e reti nei club
Statistiche aggiornate al 14 giugno 2024.
| Stagione        | Squadra         | Campionato      | Campionato | Campionato | Coppe nazionali | Coppe nazionali | Coppe nazionali | Coppe continentali | Coppe continentali | Coppe continentali | Altre coppe | Altre coppe | Altre coppe | Totale | Totale | Totale |
| Stagione        | Squadra         | Comp            | Pres       | Reti       | Comp            | Pres            | Reti            | Comp               | Pres               | Reti               | Comp        | Pres        | Reti        | Pres   | Reti   |        |
| --------------- | --------------- | --------------- | ---------- | ---------- | --------------- | --------------- | --------------- | ------------------ | ------------------ | ------------------ | ----------- | ----------- | ----------- | ------ | ------ | ------ |
| 2024            | Sarmiento (J)   | PD              | 4          | 0          | CA+CdL          | 0+1             | 0               |                    | -                  | -                  |             | -           | -           | 5      | 0      |        |
| Totale carriera | Totale carriera | Totale carriera | 4          | 0          |                 | 1               | 0               |                    | -                  | -                  |             | -           | -           | 5      | 0      |        |